# Chris Yarangga
Chris Yarangga (21 febbraio 1973) è un ex calciatore indonesiano, di ruolo centrocampista.

## Carriera

### Club
Ha giocato nella prima divisione indonesiana.

### Nazionale
Con la nazionale indonesiana ha partecipato ai Coppa d'Asia 1996.